# Michael Brunner (Politiker, 1892)
Michael Brunner (* 17. Oktober 1892 in Adlstein, heute Neumarkt-Sankt Veit; † 9. Mai 1952 in Fürth) war ein deutscher Politiker der FDP.

## Leben und Beruf
Brunner ließ sich zum Müller und Landwirt ausbilden und besuchte die landwirtschaftliche Fachschule. Von 1912 bis 1919 wurde er in den Militärdienst eingezogen. 1922 siedelte er über Ungarn und Rumänien nach Bulgarien über, wo er eine Großmühle samt Getreidehandlung leitete. Aufgrund einer schweren Malariaerkrankung kehrte er 1931 nach Deutschland zurück und meldete sich zunächst arbeitslos. Danach übernahm er zunächst einige Aushilfsstellen als kaufmännischer Sekretär. 1935 übernahm er die Geschäftsführung einer Samen- und Futtermittelhandlung in Fürth, ein Jahr später heiratete er in die Eigentümerfamilie ein, wodurch die Handlung in seinen Besitz kam.

## Politik
1945 trat Brunner in die FDP ein. Für diese wurde er 1946 in den ersten Bayerischen Landtag der Nachkriegszeit gewählt, dem er bis zum Ende der Wahlperiode Ende 1950 angehörte. Daneben war er Mitglied des Fürther Stadtrats. 1949 gehörte er der 1. Bundesversammlung an, welche Theodor Heuss zum Bundespräsidenten wählte. 1952 erfolgte seine erneute Wahl in den Fürther Stadtrat, doch verstarb er nur wenige Wochen nach der Wahl.